# プブリウス・ミヌキウス・アウグリヌス
プブリウス・ミヌキウス・アウグリヌス（Publius Minucius Augurinus）はパトリキ（貴族）出身の共和政ローマ初期の政治家・軍人。紀元前491年に執政官（コンスル）を務めた。

## 出自
後年に活躍するミヌキウス氏族はプレブス（平民系）が多いが、アウグリヌスはパトリキ系である。紀元前497年の執政官マルクス・ミヌキウス・アウグリヌスはプブリウスの兄弟である。
アウグリヌスというコグノーメン（第三名、家族名）を持つ一族は、ミキニウス氏族だけでなくゲヌキウス氏族やエスクィリヌス氏族にもあるが、ラテン語で予言を意味するアウグリオに由来する。

## 経歴
紀元前492年に執政官に就任。同僚執政官はティトゥス・ゲガニウス・マケリヌスであった。
当時ローマには飢餓が発生しており、両執政官はイタリア周辺からの穀物の輸入に努力を払った。プレブスの離反（聖山事件）は前年に一応解決はしていたが、プレブスの農民が種を蒔かなかったために、穀物が不足したのである。海岸沿いのエトルリア（ローマ北方）やウォルスキ（ローマ南方）の都市、遠くはクーマエ（ローマ南東200キロのギリシア人植民都市）まで穀物購入のためで使節が船と共に派遣された。過去の軍事衝突のために近隣の都市はローマに敵意を抱いており、穀物購入船団はマグナ・グラエキアのシケリアまで派遣された。クーマエで穀物の購入には成功したが、僭主アリストデモスは、数年前に当地で死亡した最後のローマ王タルクィニウス・スペルブスの財産の相続人と称しており、船を差し押さえた。ウォルスキでの穀物購入も上手くいかなかった。直近のローマとの戦争のため、ローマに穀物を売ったウォルスキ商人は暴力にさらされた。しかし、エトルリアでの購入は成功し、ティブル川を使ってローマに穀物が運ばれた。翌年にはさらに大量の穀物をシケリアから輸入することに成功した。しかしこの穀物をどのように分配するかで論争となり、ガイウス・マルキウス・コリオラヌス（en）の追放につながった。
紀元前492年にはウォルスキとの敵対関係が高まったが、ウォルスキ領内で疫病が発生したために戦争には至らなかった。ローマはこの機会に自身の足場を固めた。ウォルスキ都市ウェリトゥラエ（現在のヴェッレトリ）にはローマ人入植者が送られ、ウォルスキとの境にあるラティウムのノルバ（en）もローマの植民都市となった。

## 参考資料
- ティトゥス・リウィウス『ローマ建国史』